# Pholidose
Die Pholidose (von griech. pholidotos „geschuppt“) beschreibt die Beschuppung eines Reptils als anatomisches Merkmal für die Artzuordnung sowie für Merkmalsvergleiche zwischen unterschiedlichen Arten bei phylogenetischen Untersuchungen. Die Pholidose spielt vor allem bei der taxonomischen Bestimmung der Schuppenkriechtiere eine Rolle.